# Tangaroa Tangaroa
Sir Tangaroa Tangaroa MBE (* 6. Mai 1921; † 23. Mai 2009, wohl benannt nach dem Gott der Māori Tangaroa) war ein Politiker der Cookinseln.

## Leben
Tangaroa begann 1939 seine Karriere als Government Radio Operator (–1954). 1955 wurde er Zollangestellter (shipping clerk), ein Posten, den er bis 1963 innehatte.
1958 wurde er in das Parliament of the Cook Islands (die erste Legislative Assembly) gewählt und war bis 1983 Abgeordneter für Penrhyn Island. Von 1969 bis 1970 war er zudem der Parteiführer der United-Cook-Islanders-Partei.
Später schloss er sich der Democratic Party an und saß auch im Kabinett der Democratic Party.
1985 wurde er als erster Cook Islander zum Queen’s Representative. Diesen Posten behielt er bis 1990. Sein Nachfolger wurde Apenera Short.
Am 4. März 1987 wurde er von Königin Elisabeth II. im Buckingham Palace zum Knight Bachelor („Sir“) geschlagen. Bis zum Ritterschlag für Terepai Tuamure-Maoate am 30. Dezember 2006 war Tangaroa Tangaroa der einzige Cook Islander, der je in den britischen Adel erhoben wurde.
Tangaroa starb Ende Mai 2009 in Neuseeland. Er erhielt ein Staatsbegräbnis auf Rarotonga.

## Familie
Tangaroa war das einzige Kind von Akaruke und Puna. Er war verheiratet und nahm die Kinder seiner Frau an.